# Czerwonka (dopływ Pisarzówki)
Czerwonka – potok, prawy dopływ Pisarzówki o długości 6,82 km i powierzchni zlewni 5,62 km².
Potok wypływa na wysokości około 590 m na północno-zachodnich stokach Chrobaczej Łąki w Beskidzie Małym. W górnym biegu płynie przez porośnięte lasem stoki Beskidu Małego, następnie wypływa na bezleśne i zabudowane obszary Pogórza Śląskiego. Płynie przez miejscowość Kozy, a następnie Pisarzowice, w których uchodzi do Pisarzówki na wysokości 298 m.
Na mapie Compassu Czerwonka jest błędnie podpisana jako Kozówka.